# ヘンリー六世 (シェイクスピア)
『ヘンリー六世』（ヘンリーろくせい、Henry VI）は、ウィリアム・シェイクスピアの戯曲。イングランド王ヘンリー6世を主人公とする。以下の3作が書かれた。
- ヘンリー六世 第1部
- ヘンリー六世 第2部
- ヘンリー六世 第3部